# Галлахер, Меган
Меган Га́ллахер (англ. Megan Gallagher, род. 6 февраля 1960, Рединг, Пенсильвания, США) — американская актриса.
Галлахер на протяжении своей карьеры снялась в более пятидесяти телесериалах и фильмах. Она получила первую известность благодаря роли тайного полицейского Тины Руссо в телесериале «Блюз Хилл-стрит» (1986—1987), а после сыграла главную женскую роль в недолго просуществовавшем ситкоме «История Слэпа МакСвелла» (1987—1988).
Галлахер снялась в сериале «Чайна-Бич» в 1988—1991 годах, а после сыграла роль жены главного героя в ситкоме «Шоу Ларри Сандерса» (1992—1995). Наибольшей известности она добилась благодаря роли в телесериале «Тысячелетие», в котором снималась с 1996 по 1999 год. В последующие годы Галлахер в основном работала в театре, а также появлялась в таких сериалах как «Седьмое небо», «24 часа», «Менталист», «Скандал» и многих других.